# José Osorio y Silva
José Osorio y Silva (Madrid, 4 d'abril de 1825 - Madrid, 30 de desembre de 1909), XVII marquès d'Alcañices i gran d'Espanya, també conegut pel títol de duc de Sesto que va portar en vida del seu pare i familiarment com Pepe Osorio o Pepe Alcañices, va ser un aristòcrata, polític i militar espanyol, destacat pel paper que va jugar en la restauració borbònica que va tenir com a desenllaç l'ascens al tron d'Alfons XII, empresa en la qual va gastar gran part de la seva fortuna familiar. Va ser cap i representant de les cases d'Alcañices, Alburquerque i els Balbases, reunint en la seva persona setze títols nobiliaris i quatre Grandeses.
De fortes conviccions monàrquiques, heretades de l'educació i tradició familiar, va posar a la disposició de la Família Reial Espanyola la seva residència de Deauville (França) durant el seu exili, i va costejar les despeses que va suposar el retir. Alfons XII el va voler com un pare, i durant tota la vida va ser el seu millor amic i el seu conseller més pròxim. També va ser mentor i educador del príncep Alfons, i al costat de la seva dona, la princesa russa Sofia Troubetzkoy, va desenvolupar socialment la restauració acostant a la noblesa espanyola a la seva causa, mentre que el seu amic Antonio Cánovas del Castillo ho feia políticament.

## Carrera política
Uns dies abans de ser destituït en el seu càrrec de president del Consell de Ministres a causa de la crisi del Rigodón, concretament el 16 d'octubre de 1857, Leopoldo O'Donnell el va nomenar alcalde de Madrid, càrrec que ocuparia fins a 1864; un any més tard i estant novament en el poder, O'Donnell li va ampliar el nomenament nomenant-lo també corregidor.
considerat un dels millors alcaldes que va tenir la ciutat, va dedicar gran part del seu mandat a intentar erradicar la brutícia i males olors per a crear una capital neta i moderna. Per a això va crear urinaris públics, i va publicar un ban prohibint a la població realitzar les seves necessitats fisiològiques en la via pública sota una multa de 20 pessetas, quantitat que resultava desmesurada per a l'època. Aquest fet va fer que de manera anònima es pintessin al costat dels cartells de prohibició els coneguts versos dedicats al nou alcalde «¿Cuatro duros por mear? ¡Caramba, qué caro es esto! ¿Cuánto cobra por cagar el señor duque de Sesto?».
Va crear deu cases de socors, una per a cadascun dels districtes en els quals llavors es dividia la ciutat, sent la primera d'elles la del districte centro, que va tenir seu en l'edifici del Reial Hospici de San Fernando. Amb el desig de conservar el testimoniatge del patrimoni artístic de la ciutat, va realitzar un inventari i arxiu fotogràfic de totes fonts existents, el projecte de les quals abastava també les esglésies, convents, palaus i altres edificis destacats, però no ho va arribar a concloure.
L'abril de 1860 va aconseguir de la reina l'amnistia per a Francisco Cavero, cosí de l'emperadriu Eugènia, que va ser tinent general dels exèrcits carlistes, condemnat per participar en el Desembarcament carlí de Sant Carles de la Ràpita, protagonitzat per Jaime Ortega y Olleta. El 2 de maig va rebre a la ciutat a les tropes de la guerra d'Àfrica després de la victòria a la batalla de Tetuan i el 21 de juny en qualitat d'alcalde-corregidor va assistir com a testimoni en el bateig de la infanta Mercedes, que acabaria sent reina consort.
Va ser president de la Diputació Provincial de Madrid entre el 8 de desembre de 1861 i el 30 de maig de 1863.
Després de la caiguda d'O'Donnell i el turbulent canvi de poder, va finalitzar el seu mandat lliurant el càrrec a José Mesía Pando, duc de Tamames. Va ser a més tres vegades governador civil de Madrid en els anys 1861-1863, 1865-1866, 1874-1875, períodes en els quals va projectar realitzar un àlbum fotogràfic de lladres, malfactors i assassins perquè els testimonis poguessin reconèixer-los. Quan Amadeu de Savoia va visitar Espanya per a conèixer a la família reial, va ser ell qui es va encarregar de rebre'l i acompanyar-lo pels racons més pintorescos de la ciutat, i es va mostrar amb gran eficiència després del brot de còlera de 1865, en el qual va perdre a la seva mare. Va dimitir finalment en el seu càrrec de governador després de ser nomenat cap superior del palau real en 1875.
En 1866 li van arribar notícies dels plans que pretenien dur a terme els membres de la Unió Liberal amb els del Partit Progressista, i li ho va fer saber a la reina, qui dos anys més tard es va lamentar per no haver-lo escoltat, després de la Revolució de 1868. El 19 de setembre va esclatar la revolució que va destronar la reina Isabel, i davant la negativa d'aquesta per acompanyar-lo, va marxar a Deauville amb la seva família, on havia adquirit una gran vila; va tornar novament a Espanya a la recerca de la família reial, i després de deixar-la a la frontera va tornar a Madrid per les seves pertinences.
La família real en l'exili es va sustentar gràcies a un compte de 500.000 francs que el duc va tenir oberta a París des de 1871 fins al moment de la Restauració, i que feia renovar al seu administrador general, mentre que els deutes arrossegats per la reina en Suïssa van ser cobertes per la mateixa Sofia Troubetzkoj. L'educació del príncep va ser encarregada a Pepe, que el va instal·lar primerament al col·legi Stanislas de París, i després el va traslladar a la Reial i Imperial Acadèmia Teresiana de Viena per a prosseguir els seus estudis, finalitzats a la Reial Acadèmia de Sandhurst d'Anglaterra.
La família del duc va tornar al complet a Madrid, en assabentar-se de la futura arribada del nou rei, Amadeu I d'Espanya. Una vegada en la capital, es van dedicar a aïllar socialment als nous monarques mentre col·laboraven amb Antonio Cánovas del Castillo en tot el que li demanava. El palau d'Alcañices es va convertir en seu de les reunions i festes alfonsistes, i per això blanc de la Partida de la Porra qui va arribar a ver-hi explotar un artefacte. Allí va programar la duquessa al costat de la marquesa de Bedmar, la de Torrecilla, la comtessa de Castellar i la de Tilly la coneguda Rebel·lió de les Mantilles (1871). El comte de Benalúa, que llavors vivia amb la família, recorda en les seves memòries «La nostra casa era un bullir constant de la política Alfonsina. La meva tia Sofia tenia tertúlia constant: generals, homes polítics, senyores, diplomàtics i el més notable de la societat de Madrid de llavors».
Sovint els ducs viatjaven a França i a Viena per a trobar-se amb el príncep i la reina, a qui posaven al corrent de la situació que hi havia a Espanya. En un dels viatges, van acompanyar a la família real a l'estació de ferrocarril, que posava rumb a Roma per a visitar Pius IX. Finalment, l'1 de desembre de 1874, el príncep d'Astúries va signar el Manifest de Sandhurst, document en el qual mostrava la seva disposició per a convertir-se en rei sota una monarquia parlamentària, i que va iniciar el procés polític de la restauració.
El document havia estat redactat entre Cánovas i el propi príncep, i l'esborrany va ser passat en net per Sofia, la duquessa de Sesto, que exercia de secretària de Cánovas. Els ducs van ajudar a distribuir el manifest per tota la ciutat, i Sofia va enviar ocultes dues còpies a Rússia amb la finalitat que les primeres nacions europees reconeguessin la monarquia liberal que s'iniciava.
Amb la restauració és nomenat Cap Superior de Palau.
La seva aportació econòmica a la causa alfonsina està calculada entre els 15 milions de reals que xifra Julio Quesada-Cañar, VIII duc de San Pedro de Galatino i VI comte de Benalúa, i els 20 milions de reals que apunta Antonio María Fabié Escudero, qui a més manté que després del triomf de la monarquia no va consentir cobrar ni una sola pesseta, i el pare de la qual va ser íntim amic de Sesto i de Cánovas Ja en 1879 el matrimoni estava pràcticament arruïnat, i va començar a vendre part de les seves propietats, com va ser el palau del carrer d'Alcalá, així com un important nombre de finques que els pertanyien del comtat de Ledesma (Salamanca) i altres a Écija i Alcalá de Guadaíra (Sevilla).
El 25 de novembre de 1885 va morir Alfons XII, i l'endemà va presentar la seva renúncia com a Cap Superior de Palacio, encara que no es va allunyar de la cort com s'ha considerat. A més és destituït en els càrrecs de Majordom, Caballerizo major, Guarda-segells i Montero major del difunt rei. La seva dimissió com a Cap de Palacio va ser acceptada per la reina, qui va nomenar com el seu successor a José Joaquín Álvarez de Toledo y Silva, duc de Medina Sidonia, mentre que a ell li va ser atorgada la Mayordomía major del quart de les infantes María de la Mercè, en aquell temps princesa d'Astúries, i Maria Teresa, princesa de Baviera pel seu matrimoni, a més de mantenir la direcció de l'eguada reial. Un any més tard va rebre el càrrec de Gentilhombre del fill pòstum del rei, el príncep Alfons, i temps després va acompanyar a la família a estiuejar a Comillas.
Quan la reina vídua va començar a revisar els comptes de les arques reials, va observar que periòdicament des de feia quatre anys es lliurava una sèrie de quantitats al seu favor, per la qual cosa el va fer cridar per a demanar-li explicacions; es tractava de petites dosis econòmiques que el difunt rei havia anat retornant al seu amic, considerant un préstec els diners que el marquès d'Alcañices va invertir en el sosteniment de la família reial i la restauració de la monarquia. El marquès no va voler donar explicacions a la reina a causa de l'antipatia mútua que es professaven, ella per considerar-lo culpable de les corregudes del seu marit i ell per intentar allunyar-lo d'aquest, per la qual cosa es va presentar a palau i davant la pregunta de la reina li va oferir els béns que quedaven de la seva minvada fortuna, perquè triés d'ells, desprenent-se finalment del ducat de Sesto i totes les seves propietats a Itàlia, que tant havien significat per a ell, i pel títol de les quals havia estat conegut, i que la reina va vendre anys després. Després d'aquest succés el 18 de juliol de 1889 va presentar la seva dimissió en tots els càrrecs de palau i es va retirar definitivament de la cort.
El 10 de desembre de 1909 es van celebrar eleccions municipals a l'alcaldia de Madrid, que van tenir com a resultat la sortida d'Alberto Aguilera i l'entrada de José Francos Rodríguez. Malgrat la seva avançada edat, un catarro hivernal i la petició del seu nebot Miguel va acudir a votar, i fou la seva última sortida de casa, perquè el catarro es va convertir en pulmonia amb els dies. El dia 30 de desembre va esmorzar un brou i es va fumar un puro en la seva butaca, morint a la una del migdia, coincidint amb el mateix dia que va començar la Restauració borbònica trenta-cinc anys abans.